# La Defensa, Tenochtitlán
La Defensa är en ort i Mexiko.   Den ligger i kommunen Tenochtitlán och delstaten Veracruz, i den sydöstra delen av landet, 240 km öster om huvudstaden Mexico City. La Defensa ligger 763 meter över havet och antalet invånare är 148.
Terrängen runt La Defensa är bergig söderut, men norrut är den kuperad. Runt La Defensa är det ganska tätbefolkat, med 111 invånare per kvadratkilometer. Närmaste större samhälle är Misantla, 13,4 km norr om La Defensa. I omgivningarna runt La Defensa växer i huvudsak städsegrön lövskog.